# Jana Bednářová
Jana Bednářová (* 22. října 1957, Ústí nad Orlicí) je česká spisovatelka, básnířka a vysokoškolská pedagožka. V roce 2004 získala Evropskou medaili Franze Kafky za uměleckou činnost. Působí také jako editorka původní české literatury v nakladatelství Akord.

## Život
Pochází z podhůří Orlických hor, konkrétně z města Jablonné nad Orlicí. Otec náhle zemřel, když jí bylo devět let.
Jako dívka měla autorka široké zájmy od sportu, hudby až k tvůrčímu psaní, kterým se aktivně věnovala. V době středoškolských studií jí byla otištěna řada drobných prozaických útvarů v časopise Mladý svět.
Je spoluautorkou koncepce Střední soukromé literárně-nakladatelské školy, která byla na začátku devadesátých let zařazena do sítě škol.
Až po roce 1989 jí byla otevřena cesta k vysokoškolskému studiu; nejprve na Pedagogické fakultě Univerzity v Hradci Králové a následně v doktorském studiu v oboru Pedagogika na Univerzitě Palackého v Olomouci. Několik let působila jako odborná redaktorka ve východočeském nakladatelství Kruh, krátce jako ředitelka Domu kultury v Letohradě. Nicméně její doménou bylo učitelství; od roku 1999 na základní škole v Jablonném nad Orlicí a od roku 2006 na Pedagogické fakultě Technické univerzity v Liberci, kde přednášela českou a světovou literaturu pro děti a mládež a didaktické disciplíny pro budoucí učitele. V současné době vede v univerzitním prostředí seminář Tvůrčí psaní.
Autorka je členkou Obce spisovatelů v Praze a Střediska východočeských spisovatelů v Pardubicích.
Je vdaná, s manželem Milanem Bednářem mají tři syny.

## Tvorba
Jana Bednářová píše poezii, která se vyznačuje bohatou obrazností a úsporným vyjádřením. V jejích básních najdeme archetypální symboliku. Autorka se nebojí ani velkých dramatických ploch - poém, přičemž za „Chůzi po slunci“ (2004) získala Evropskou medaili Franze Kafky.
Její verše pro děti jsou ve své imaginaci hravé. Náměty autorka čerpá z přirozeného vztahu dětí ke zvířatům a personifikované přírodě.
Autorka se v současné době věnuje i prozaickým útvarům, většinou novelistické tvorbě. Lyrizovaná próza „Kde tě mám hledat, Čáryko“ (2014) je půvabné dílko s nádhernými ilustracemi Martiny Jirčíkové (dříve Kulhavé). Výtvarnice a sochařka doprovodila svými ilustracemi řadu knih Jany Bednářové a nutno podotknout, že velmi citlivě a precizně s ohledem na tematiku těchto děl.
Jana Bednářová se nevyhýbá ani vážnějším tématům, jako je dítě v toxickém rodinném prostředí, do kterého zasahuje závislost jednoho z rodičů „Modrej čas“ (2019). Zmíněná knížka je dvojjazyčná v české a slovenské verzi s doslovem význačné slovenské literární historičky a kritičky prof. PhDr. Zuzany Stanislavové, CSc.
Za zmínku stojí i rukopisy autorky, které jsou připravené[kdy?] k vydání. Jmenujme alespoň novelistický text „Hra na tělo“, který se dotýká tématu sexuální deviace.
Od roku 2019 autorka píše písňové texty pro pop-rockovou kapelu Dandarýn. Díky hudbě Daniela Bednáře vznikají písně s nezaměnitelnou poetikou.
Jana Bednářová publikuje ve sbornících a časopisech, její poezie si našla příznivce i prostřednictvím Českého rozhlasu a České televize.

## Poezie
- Nahá, trny dotýkaná, 1988
- Chůze po laně, 1989
- Něžnostmi zrazená, 1990
- Hledání čistého pramene, 1992
- Půlnoc s žihadly, 1995
- Když mrazem přihořívá, 1996
- Chůze po slunci, 2003
- Strom panny, 2014
- Právo první noci, 2018

## Próza
- Kde tě mám hledat, Čáryko! 2014
- Modrej čas, 2019
- Hra na tělo /připravené k vydání/

## Písňové texty
https://www.youtube.com/channel/UCluzyVOKlGbfSv4OPFmb8aw
https://www.youtube.com/@Mysijdoudonebe

## Ocenění
Evropská medaile Franze Kafky za uměleckou činnost (2004)